# Ꚛ
O với dấu chữ thập (Ꚛ ꚛ, chữ nghiêng: Ꚛ ꚛ) là một chữ cái trong bảng chữ cái Kirin, tương tự như chữ Kirin O nhưng có thêm dấu chữ thập.
Chữ O với dấu chữ thập được sử dụng trong tiếng Slav Giáo hội cổ. Nó chủ yếu được sử dụng trong từ ꚛкрест (xung quanh, trong khu vực) trong các văn bản viết tay đầu tiên của ngôn ngữ này, trong đó крест có nghĩa là "chữ thập".

## Mã máy tính
| Kí tự               | Ꚛ                                 | Ꚛ                                 | ꚛ                               | ꚛ                               |
| ------------------- | --------------------------------- | --------------------------------- | ------------------------------- | ------------------------------- |
| Tên Unicode         | CYRILLIC CAPITAL LETTER CROSSED O | CYRILLIC CAPITAL LETTER CROSSED O | CYRILLIC SMALL LETTER CROSSED O | CYRILLIC SMALL LETTER CROSSED O |
| Mã hóa ký tự        | decimal                           | hex                               | decimal                         | hex                             |
| Unicode             | 42650                             | U+A69A                            | 42651                           | U+A69B                          |
| UTF-8               | 234 154 154                       | EA 9A 9A                          | 234 154 155                     | EA 9A 9B                        |
| Tham chiếu ký tự số | &#42650;                          | &#xA69A;                          | &#42651;                        | &#xA69B;                        |